# Sommeromys macrorhinos
Sommeromys macrorhinos és una espècie de mamífer rosegador de la família dels múrids. Es tracta de l'única espècie del gènere Sommeromys i fou descrita per Musser i Durden l'any 2002.

## Distribució
S. macrorhinos és conegut a partir d'un únic exemplar, AMNH 226956). Aquest exemplar fou capturat a 2.400 msnm a Gunung Tokala, una muntanya entre les valls de Rampi i Seko, a la província de Cèlebes Central, en un bosc primari de molsa. Els descriptors creuen que també deu viure a altres boscos montans de Cèlebes Central.

## Descobriment
L'1 d'agost de 1973, l'equip NAMRU, que descobrí S. macrorhinos, arribà a Gunung Tokala. Malgrat una pluja forta, posaren trampes de rata Victor i l'endemà trobaren un exemplar de Tateomys rhinogradoides i un altre de S. macrorhinos. L'exemplar de S. macrorhinos portava un poll que també pertanyia a una nova espècie, Hoplopleura sommeri.
S. macrorhinos fou anomenat en honor de Helmut G. Sommer, tècnic científic a l'AMNH.

## Descripció
S. macrorhinos és molt petit i té la cua extremament llarga, tant en termes absoluts com en termes relatius (en comparació amb la llargada corporal). Menja sobretot insectes. L'estómac de l'únic exemplar conegut contenia nematodes, ous de mosca i fragments d'insectes.
Les espècies de Bunomys, Paruromys i Taeromys no comparteixen la morfologia diagnòstica de Sommeromys i són més grosses (Musser i Durden, 2002). Les espècies de Haeromys són més petites (llargada corporal 62-78 mm, cua de fins a 133 mm). Les espècies de Lenomys i Eropeplus són molt més grosses (de fins a 301 i 255 mm) i tenen la cua igual de llarga que el cos (Lenomys) o una mica més llarga (Eropeplus). Les espècies de Margaretamys són una mica més grosses (96-197 mm). Echiothrix és molt més gran (de fins a 225 mm), té el musell allargat i una cua bicolor (de fins a 258 mm). Melasmothrix té el pelatge de color castany, la cua i les potes curtes i les urpes llargues. Tateomys rhinogradoides és més gran, amb el pelatge gris marronós, potes posteriors robustes i la cua llarga. T. macrocercus és més petit que T. rhinogradoides, té el mateix color de pelatge, la cua extremament llarga, potes posteriors llargues i les urpes de les potes posteriors estretes i llargues. Crunomys celebensis té el musell més curt i ample.
Dimensions (en mm):
| Llargada del cos           | 99  |
| Llargada de la cua         | 186 |
| Llargada del peu posterior | 31  |
| Llargada de l'orella       | 16  |

## Sistemàtica
Segons els descobridors, S. macrorhinos pertany als primers endemismes de Cèlebes i les Filipines. S. macrorhinos està relacionat amb Crunomys, que es troba tant a les Cèlebes com a les Filipines, i Archboldomys, de les Filipines. El grup Melasmothrix-Tateomys també estaria relacionat amb aquestes espècies.